# 特四式内火艇
特四式内火艇是日本海軍在二戰生产的一種運输型水陆两用装甲車輛。於1944年（昭和19年）正式採用，以九五式重戰車底盘並借鑒特二式和特三式的經驗進行改進，全長11米，寛3.3米，高2.5米，全重16吨。

## 開發
該車由三菱重工開發，代號“カツ”，與其他內火艇一樣以潛艇運輸，因此發動機和電氣系統為特二式內火艇。它同樣設計成漂浮後安裝在車身上。
據說基本設計是由堀本義起設計的，根據他的回憶，原型圖紙存放在吳海軍兵工廠的保險櫃後幾個月才完成的。設計可能是委託到三菱。
特四式的設計與原型車的實際時間很短，因為它開發之初與水陸兩用運輸車概念相反，可能是它會成為“龍捲風行動”的兩棲魚雷艇，以魚雷攻擊停泊在港口的美軍航空母艦，因此要求盡快投入使用。
但原定於1944年5月27日進行的龍捲風行動在5月12日被取消，因為特四式的可行性產生懷疑。特四式從潛艇起步需要20多分鐘。雖然魚雷發射試驗沒有問題，但履帶強度不足導致踩到礁石時容易損壞。此外，安裝的風冷柴油機噪音大，行動隱密性低。
雖然計劃在1944年下半年向菲律賓推進，但因運輸船發生事故或在途中被擊沉，導致特四式沒有到達現場而丟失，最終無法參加實戰。另一方面，在1944年底，計劃在內陸的車輛中增加新車，並在1945年5月之前組織10支由8輛特四式組成的“特四式突襲隊”。 
特四式是配備魚雷的車輸並作為地方防衛力量，預計將用作兩棲魚雷艇。部署目的地是在小笠原群島和石垣島。但由於生產延遲，計劃未能實現，特四式突襲隊的實際編隊仍為4至5個單位。
此外，對攻擊敵方登陸部隊錨地的構象進行了審查，它被考慮在沿海行動中攻擊敵艦，在美軍登陸前將人員運送到回天魚雷“伏龍”的待命點。從中省略搭載在潛艇上的能力，將生產轉移到可以增加液體燃料裝載和運輸的“二型”，以及傳統型稱為“一型”。直到1945年1月，同月採購的特四式基本預定為二型，但由於生產延誤，二型部隊真正部署存在疑問。據當事人回憶，當年生產的一型為49輛，二型僅1輛。
特四式的訓練部訓位於瀨戶內海的廣島縣吳市的秘密基地，在夜間進行特訓，隨著人數的增加，轉移到倉橋島的大迫地區。大約有800人訓練。

## 性能

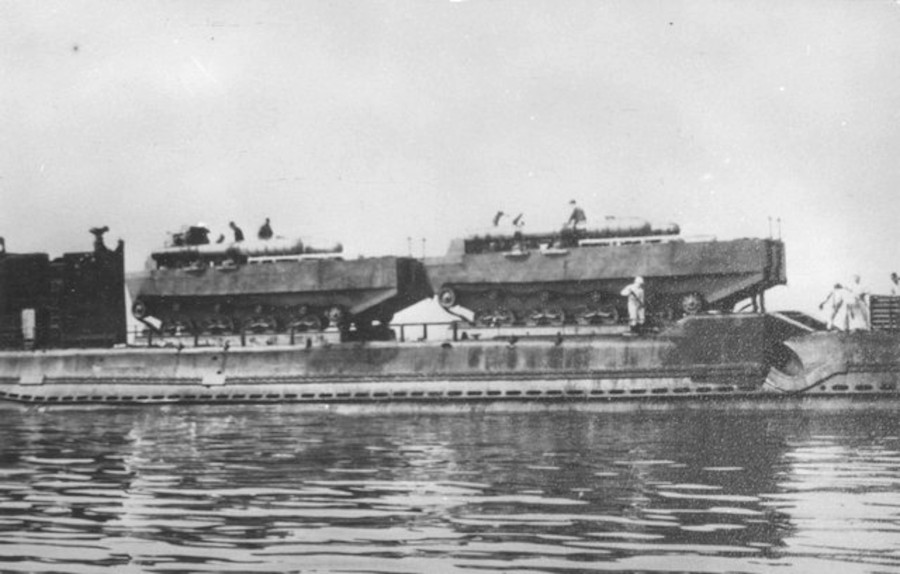
攜帶魚雷的特四式

特四式在甲板左右兩側可攜帶魚雷，副武器為兩挺九三式13毫米機槍裝備在前甲板。有一種改裝版是在兩側裝備了兩挺45厘米魚雷，其中一輸配備了兩門火箭炮。
特四式以人員和貨物運輸而開發，裝甲最厚只有10毫米，載貨量為4噸或40名人員。設計之初的作戰方式是夜間從近海潛艇下水，黎明前登陸，從沙灘移動到叢林樹蔭下躲避敵人的襲擊。與美軍的LVT（履帶登陸車）一樣，船體本身俱有浮力，因此不需要配備其他內火艇可拆卸的船形浮筒。車型尺寸有足夠的空間，這也是特四式以魚雷為主武器的原因。
特四式的引擎與與特二式相同，並使用相同的變速箱和轉向器。由於考慮搭載在潛艇上，因此引擎部等主要部件採用了耐壓構造。但從潛艇上發射需要20分鐘左右，如果多艘潛艇在敵方前方浮出水面，估計有很大的危險。加上車輛若在海裡載了許久，發動機便不能發動。因此潛艇指揮官板倉光馬直接反對這次行動，技術團隊也對行動表示擔憂。此外，浸水時傳動軸接頭漏油問題無法改善，容易造成位置暴露。